# Josephoartigasia monesi
Josephoartigasia monesi és un rosegador fòssil molt gros, aproximadament de la mida d'un toro. Aquest rosegador, el més gran de tots els temps conegut fins ara, tenia un pes estimat de 350 quilograms i podia mossegar amb una força de 1.400 N. Aquest rosegador, que formava part de la megafauna que tingué èxit durant el Quaternari, visqué durant el Pliocè i el Plistocè inferior a Sud-amèrica.

## Descripció
J. monesi és relacionat provisionalment amb el pacaranà, l'única espècie encara vivent de la família dels dinòmids. Aquesta espècie només pesa 15 quilograms, mentre que Josephoartigasia monesi podia assolir una llargada d'aproximadament tres metres. Aquest rosegador gegant també és comparat al capibara, el representant vivent més gran d'aquest ordre. L'hàbitat d'aquest animal eren probablement les selves pluvials que en aquell temps cobrien allò que avui és l'Uruguai, a les vores del Riu de la Plata. És probable que J. monesi utilitzés les dents del seu crani de 53 centímetres de llarg per defensar-se de depredadors com ara fèlids de dents de sabre o ocells del terror.

## Descobriment
El crani d'aquest rosegador fou trobat l'any 1987 per un paleontòleg afeccionat, però no fou descrit fins al 2008. La sorpresa fou gran, car el nou descobriment hauria estat dues vegades més gran que l'anterior rosegador més gran conegut.

## Nom
L'espècie fou anomenada en honor del fundador de l'Uruguai, José Gervasio Artigas, i deu el seu nom específic monesi al paleontòleg Álvaro Mones.